# Zaga Mission
Zaga Mission (ook wel Zaga) is een computerspel voor de Commodore 64. Het spel werd uitgebracht in 1984 door Anirog Software. Het spelaanzicht is isometrisch. De speler bestuurt een helikopter en moet door een serie van doolhoven sturen. Bepaalde veiligheidsdeuren zullen onverwachts openen en sluiten. Als de speler een muur of deur raakt is de missie en het spel ten einde. Onderweg kan er brandstof getankt worden. Het spel is Engelstalig en geprogrammeerd door Henrik Wening.